# William Hendricks

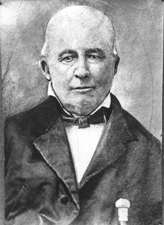
William Hendricks

William Hendricks, född 12 november 1782 i Westmoreland County, Pennsylvania, död 16 maj 1850 i Madison, Indiana, var en amerikansk politiker. Han var den tredje guvernören i delstaten Indiana 1822-1825. Han representerade dessutom Indiana i båda kamrarna av USA:s kongress, först i representanthuset 1816-1822 och sedan i senaten 1825-1837.
Hendricks studerade vid Jefferson College (numera Washington & Jefferson College) i Pennsylvania. Han flyttade sedan till Ohio och studerade juridik i Cincinnati. Han flyttade 1813 vidare till Indianaterritoriet.
När Indiana 1816 blev delstat, valdes Hendricks till kongressledamot. Han efterträdde 1822 Ratliff Boon som guvernör i Indiana. Han avgick 1825 som guvernör för att efterträda Waller Taylor som senator. Han var anhängare av USA:s president John Quincy Adams i senaten. Hendricks omvaldes 1831. Han efterträddes 1837 som senator av Oliver H. Smith.
Hendricks grav finns på Fairmount Cemetery i Madison, Indiana. Hendricks County har fått sitt namn efter William Hendricks. USA:s vicepresident Thomas A. Hendricks var hans brorson.